# Inna Szeszkil
Inna Jurjewna Szeszkil (ros. Инна Юрьевна Шешкиль, ur. 20 czerwca 1971 w Makinsku) – kazachska biathlonistka reprezentująca również WNP oraz Białoruś, srebrna medalistka mistrzostw świata.

## Kariera
W zawodach Pucharu Świata zadebiutowała 21 grudnia 1991 roku w Hochfilzen, zajmując 39. miejsce w sprincie. Pierwsze punkty (do sezonu 2000/2001 punktowało 25. najlepszych zawodników) zdobyła 9 marca 1992 roku w Nowosybirsku, gdzie w biegu indywidualnym była dziewiąta. Nigdy nie stanęła na podium indywidualnych zawodów tego cyklu, najwyższą lokatę wywalczyła 23 lutego 1994 roku w Lillehammer, kończąc rywalizację w sprincie na czwartej pozycji. Najlepsze wyniki osiągnęła w sezonie 1995/1996, kiedy zajęła 34. miejsce w klasyfikacji generalnej.
Podczas mistrzostw świata w Nowosybirsku w 1992 roku wspólnie z Jeleną Biełową, Anfisą Riezcową i Swietłaną Pieczorską zdobyła srebrny medal w biegu drużynowym. Była też między innymi szósta w sztafecie na rozgrywanych pięć lat później mistrzostwach świata w Osrblie. W 1994 roku wystartowała na igrzyskach olimpijskich w Lillehammer, gdzie już w barwach Kazachstanu zajęła 29. miejsce w biegu indywidualnym i 4. w sprincie. Brała również udział w igrzyskach w Nagano w 1998 roku, zajmując 54. miejsce w biegu indywidualnym, 20. w sprincie i 11. w sztafecie.
Od połowy 1998 roku reprezentowała Białoruś.
Jej mężem jest Walerij Iwanow.

## Osiągnięcia

### Igrzyska olimpijskie
| Rok  | Miejscowość | Konkurencje | Konkurencje | Konkurencje | Konkurencje | Konkurencje | Konkurencje | Konkurencje |
| Rok  | Miejscowość | IN          | SP          | PU          | MS          | RL          | MR          | SR          |
| ---- | ----------- | ----------- | ----------- | ----------- | ----------- | ----------- | ----------- | ----------- |
| 1994 | Lillehammer | 29.         | 4.          | nd.         | nd.         | –           | nd.         | –           |
| 1998 | Nagano      | 54.         | 20.         | nd.         | nd.         | 11.         | nd.         | –           |

### Mistrzostwa świata
| Rok  | Miejscowość | Konkurencje | Konkurencje | Konkurencje | Konkurencje | Konkurencje | Konkurencje | Konkurencje |
| Rok  | Miejscowość | IN          | SP          | PU          | MS          | RL          | MR          | SR          |
| ---- | ----------- | ----------- | ----------- | ----------- | ----------- | ----------- | ----------- | ----------- |
| 1992 | Nowosybirsk | nd.         | nd.         | nd.         | nd.         | nd.         | nd.         | –           |
| 1993 | Borowec     | 43.         | 41.         | nd.         | nd.         | –           | nd.         | –           |
| 1997 | Osrblie     | 21.         | 48.         | –           | nd.         | 6.          | nd.         | –           |

### Puchar Świata

#### Miejsca w klasyfikacji generalnej
| Sezon     | Miejsce |
| --------- | ------- |
| 1991/1992 | 47.     |
| 1992/1993 | -       |
| 1993/1994 | ?       |
| 1995/1996 | 34.     |
| 1996/1997 | 44.     |
| 1997/1998 | 59.     |
| 1999/2000 | -       |

#### Miejsca na podium w zawodach
Szeszkil nigdy nie stanęła na podium indywidualnych zawodów PŚ.